# Семеняка Микола Миколайович
Мико́ла Микола́йович Семеня́ка — український військовик, учасник війни в Афганістані, російсько-української війни (псевдо «Баграм»), кавалер ордена Червоної Зірки.

## Життєпис
1973 року родина переїздить в Тюменську область, село Ульяновка. 1987 року закінчив Ялуторовський сільськогосподарський технікум (Тюменська область), спеціальність агроном. В 1987—1989 роках служив у РА, республіка Афганістан, 9-та рота 345-го парашутно-десантного полку — з його постаті у фільмі «9-та рота» режисер Федір Бондарчук створив образ «хохла», яку сам й зіграв.
Після демобілізації протягом 1989—1992 років працював агрономом колгоспу «Більшовик» Північного Вагаю Тюменської області.
1992 року одружився. Від 1992 по 2012 року займався приватним підприємництвом, 7 років працював в Росії, 3 — у Чехії, більше року — в Угорщині, по року — у Ізраїлі та Польщі. 2004 року брав участь в Помаранчевій революції. В 2006—2010 роках — депутат Коржівської сільської ради. З 2010 по 2015 рік — депутат Баришівської районної ради VI скликання.
20 вересня 2011 року був серед «афганців», котрі, протестуючи проти урізання Верховною Радою України пільг ветеранам війни в Афганістані та чорнобильцям, пішли на її «штурм».
Один із засновників організації «Ніхто, крім нас».
В 2013—2014 роках — учасник Революції Гідності, 8-ма афганська сотня. В грудні 2013-го по Семеняці стріляв невідомий з мисливської рушниці, поранив у стегно.
З березня 2014 по травень 2014-го — голова Баришівської районної ради.
З травня 2014 року й надалі — фізична особа-підприємець. В 2014—2015 роках — учасник бойових дій на сході України, добровольчий батальйон «Айдар». Зазнав поранення, лікувався у Австрії.
Від листопада 2015 року — депутат Київської обласної ради VII скликання, фракція «Укроп».
27 червня 2016 року помер від серцевого нападу. Прощання відбулося 28 червня в Києві на Майдані Незалежності. Похований в селі Коржі Баришівського району.
Без чоловіка лишилися дружина та дві доньки — Анастасія та Марина.

## Нагороди та вшанування
- Орден Червоної Зірки
- Указом Президента України № 742/2019 від 10 жовтня 2019 року за «особисту мужність і самовіддані дії, виявлені у захисті державного суверенітету та територіальної цілісності України» нагороджений орденом «За мужність» III ступеня (посмертно)[1]